# Forces especials

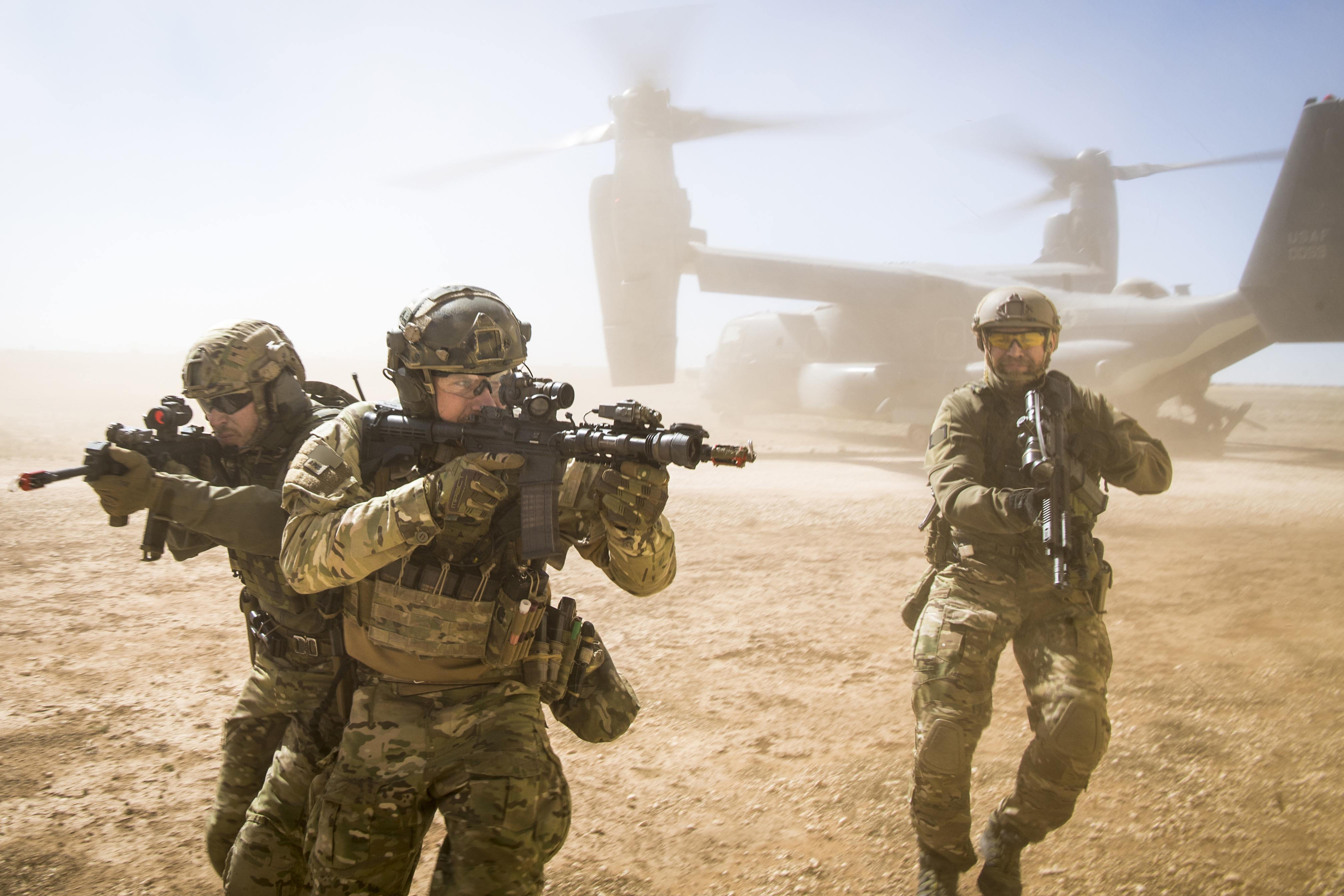
Equip de forces especials.

En la majoria dels països les forces especials o cossos d'elit és un terme genèric per equips militars altament capacitats i unitats especialitzades que porten a terme operacions com ara el reconeixement, la guerra no convencional, i la lluita contra el terrorisme. Als Estats Units, el terme Forces d'Operacions Especials (SOF, special operations forces) s'utilitza en lloc de forces especials per referir-se a les esmentades unitats de Forces Especials, perquè es refereix a una unitat específica, les Forces Especials de l'Exèrcit dels Estats Units, coneguts com a "boines verds".
Algunes operacions de forces especials, com la lluita contra el terrorisme, poden ser portades a terme a nivell nacional sota certes circumstàncies. Unitats de forces especials normalment estan compostes per grups relativament xicotets de personal molt capacitat amb un equip d'especialistes i armament, que opera sota els principis d'autosuficiència, sigil, rapidesa, treball en equip i estreta, sovint transportades per helicòpter, menuts vaixells o submarins, paracaigudes des de les aeronaus, o la infiltració sigil per la terra. Les forces especials són a vegades considerats un multiplicador de força, com quan tren indígenes forces per lluitar contra la guerra de guerrilles.
Encara que el concepte d'unitats d'elit es remunta a l'antiguitat, els orígens de les forces especials modernes es remunta a la Segona Guerra Mundial. Després que França caigués sota l'ocupació nazi l'exèrcit britànic començà a entrenar unitats d'elit, anomenades commandos per dur a terme operacions delicades o amfíbies. Encara que aquestes unitats d'operacions especials inicials foren desbandades després de la guerra, nous conflictes en el context de la Guerra Freda van generar la necessitat en els exèrcits d'unitats petites d'elit per dur a terme noves formes de lluita.
En aquells països que formen part de l'Organització del Tractat de l'Atlàntic Nord, el Comandament Aliat de Forces d'Operacions Especials exerceix de coordinador de les forces especials dels diferents estats membres des del 2006.

## Forces especials per països

### França
Els orígens de les forces especials a França es remunten a la Segona Guerra Mundial quan es formà el 1er Batalló de Commandos Marins Fusellers, més conegut com els commandos Kieffer pel seu comandant Philippe Kieffer, inspirat per la unitat de forces especials britànica Special Air Service.
Les diferents unitats franceses de forces especials són els comandos paracaigudistes d'Orleans, el 1er regiment de paracaigudistes de la infanteria de marina i set unitats de paracaigudistes de la infanteria de marina. Totes aquestes unitats estan coordinades a través del Comandament d'Operacions Especials, format el 1992 després de l'experiència de la Guerra del Golf. El President de la República Francesa és l'únic oficial amb el poder d'assignar tasques i missions a les forces especials.

### Espanya
Les Forces Armades d'Espanya contenen tres unitats de forces especials, una per exèrcit: el Comandament d'Operacions Especials (Exèrcit de Terra), l'Esquadró de Sapadors Paracaigudistes (Exèrcit de l'Aire i de l'Espai) i la Força de Guerra Naval Especial (Armada).

### Estats Units
Les unitats de forces especials dels Estats Units estan distribuïdes per tots els seus exèrcits però sota la direcció d'un únic Comandament d'Operacions Especials format el 1986.

### Itàlia
La República Italiana designa quatre unitats com a corpo speciale: el 9è Regiment d'Assalt Paracaigudista Col Moschin (part de l'exèrcit de terra), el Grup Operatiu Incursor (part de l'armada), la 17a Ala d'Incursió (part de la força aèria) i el Grup d'Intervencions Especials (parts dels carabinieri). Des del 2004 la coordinació d'aquestes unitats és la responsabilitat del Comandament Interforça per les Operacions de les Forces Especials, que depèn directament del cap d'estat major.

### Regne Unit
Actualment, les unitats d'operacions especials del Regne Unit són el Servei Aeri Especial (SAS), el Servei Especial de Vaixells (SBS), el Servei Especial de Reconeixement i el 18è Regiment de Senyals. Totes aquestes unitats operen sota la coordinació del Director de Forces Especials.